# Domaine Les Étangs - Espace Arthur-Clark
L’Espace Arthur-Clark, officiellement Domaine Les Étangs - Espace Arthur-Clark, est un parc public situé sur la commune de Wissous en Essonne. Ce parc du centre-ville de la commune est axé sur les loisirs familiaux. Il est doté de plusieurs étangs reliés entre eux et alimenté par le ru des Glaises.

## Étymologie et histoire
Le Domaine Les Étangs est l'une des plus anciennes propriétés de la ville. Elle fut achetée par la ville en 1977 pour servir de parc public.
Au nom du domaine fut accolé le nom d'un pilote d'un bombardier Boeing B-17 Flying Fortress américain qui, pendant la Seconde Guerre mondiale, y a tenté un atterrissage de fortune le 6 février 1944 sur cette zone boisée plutôt que de risquer de s'écraser sur les habitations, y trouvant la mort avec quatre compagnons. Ce bombardier nommé « Hi Jinx » (et apparemment renommé « Old man ») de la 708e escadrille du 447e Bomb Group (désormais 447th Air Expeditionary Group) de la 8th USAAF venu d'Angleterre fut touché par une batterie de canons anti-aériens allemande. L'avion endommagé, le pilote et lieutenant Allen S. Reed blessé, le copilote de l'équipage, le sous-lieutenant Arthur L. Clark, préfère se sacrifier sur la zone boisée, pendant que les autres hommes sont tués en s'éjectant en parachute comme le navigateur et sous-lieutenant Thomas G. Wilkins et le sous-lieutenant James A. Campbell. C'est grâce aux témoignages des survivants que l'héroïsme du pilote fut connu de la population.

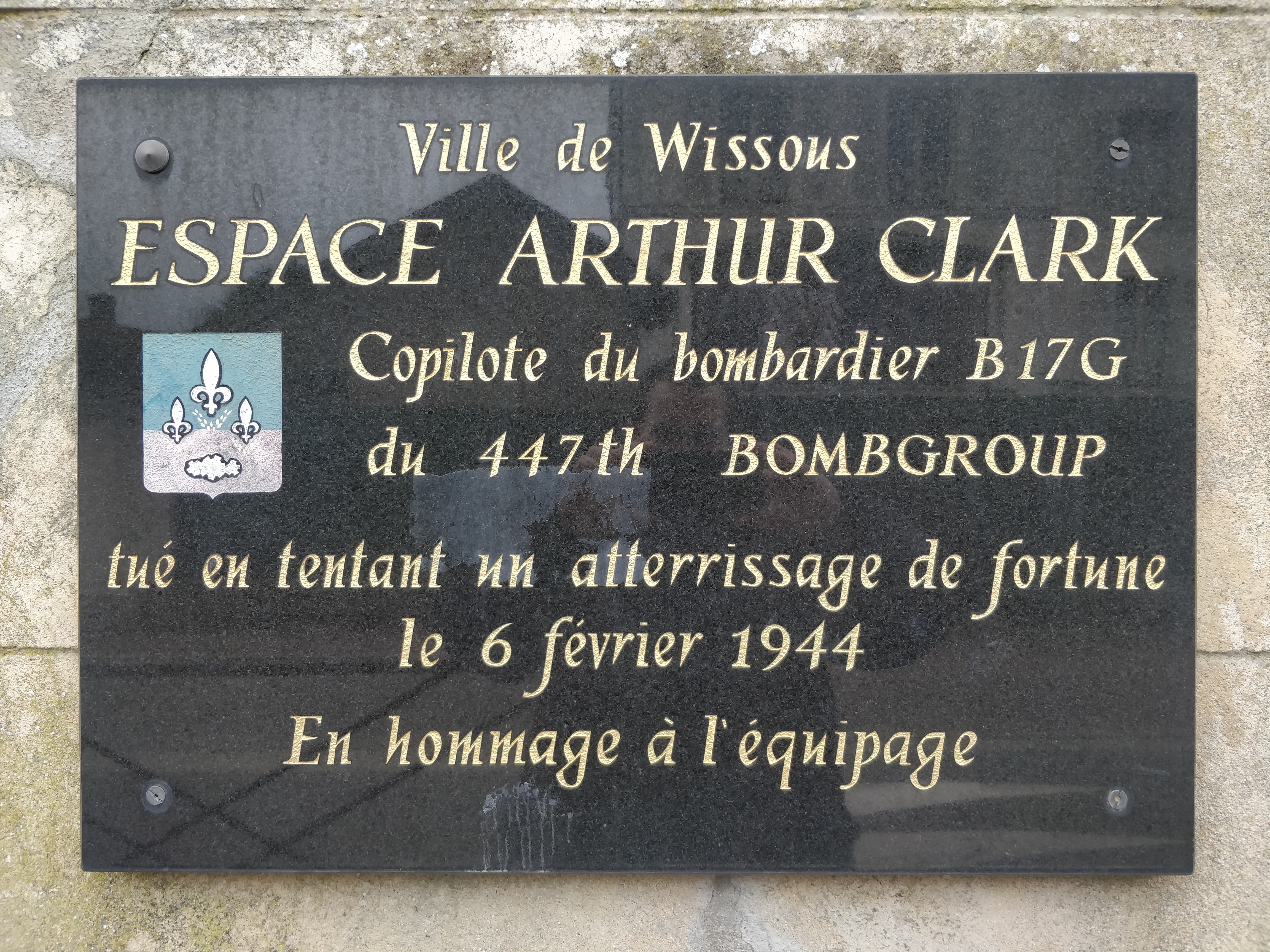
Plaque commémorative.
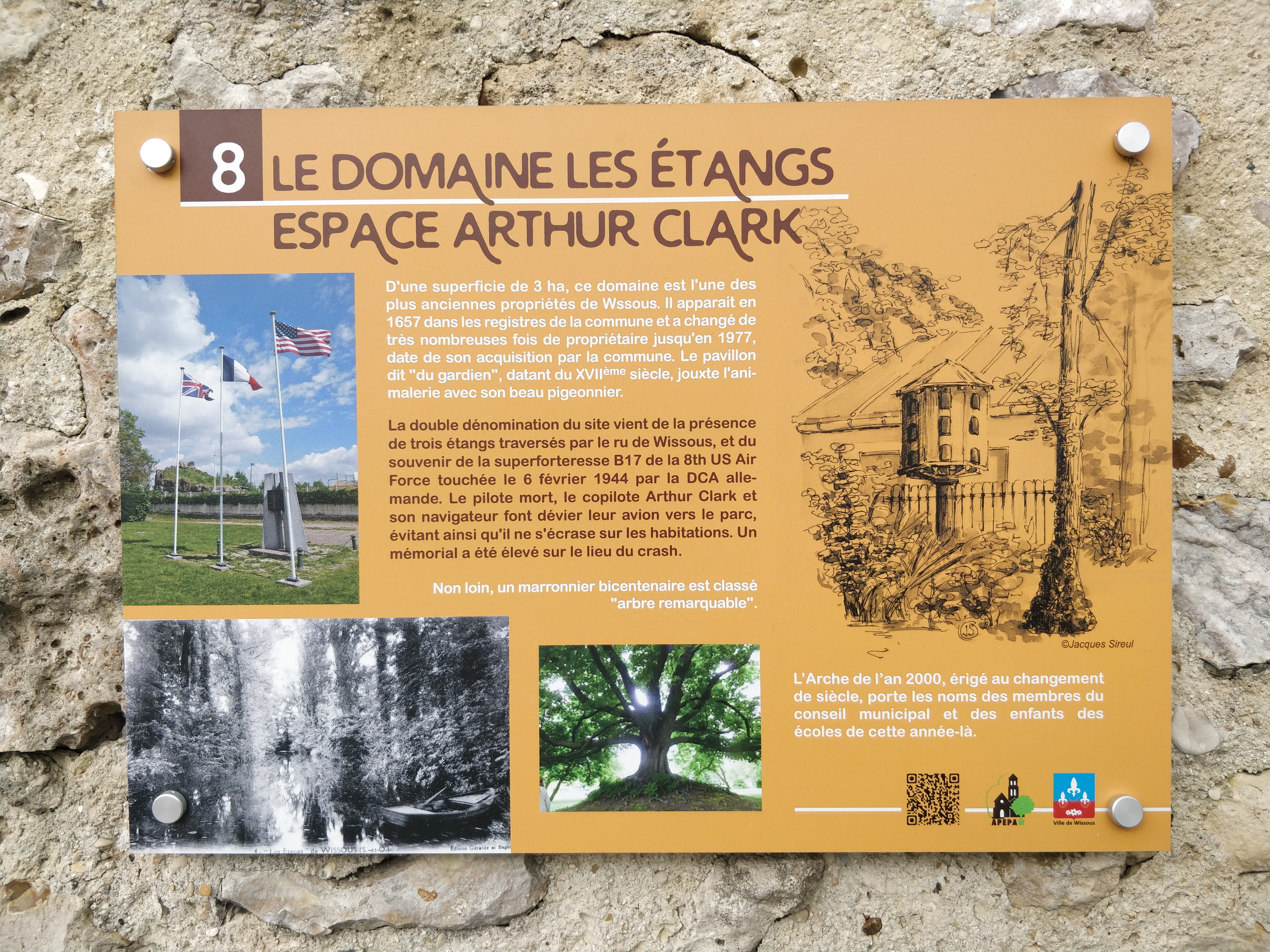
Plaque touristique.
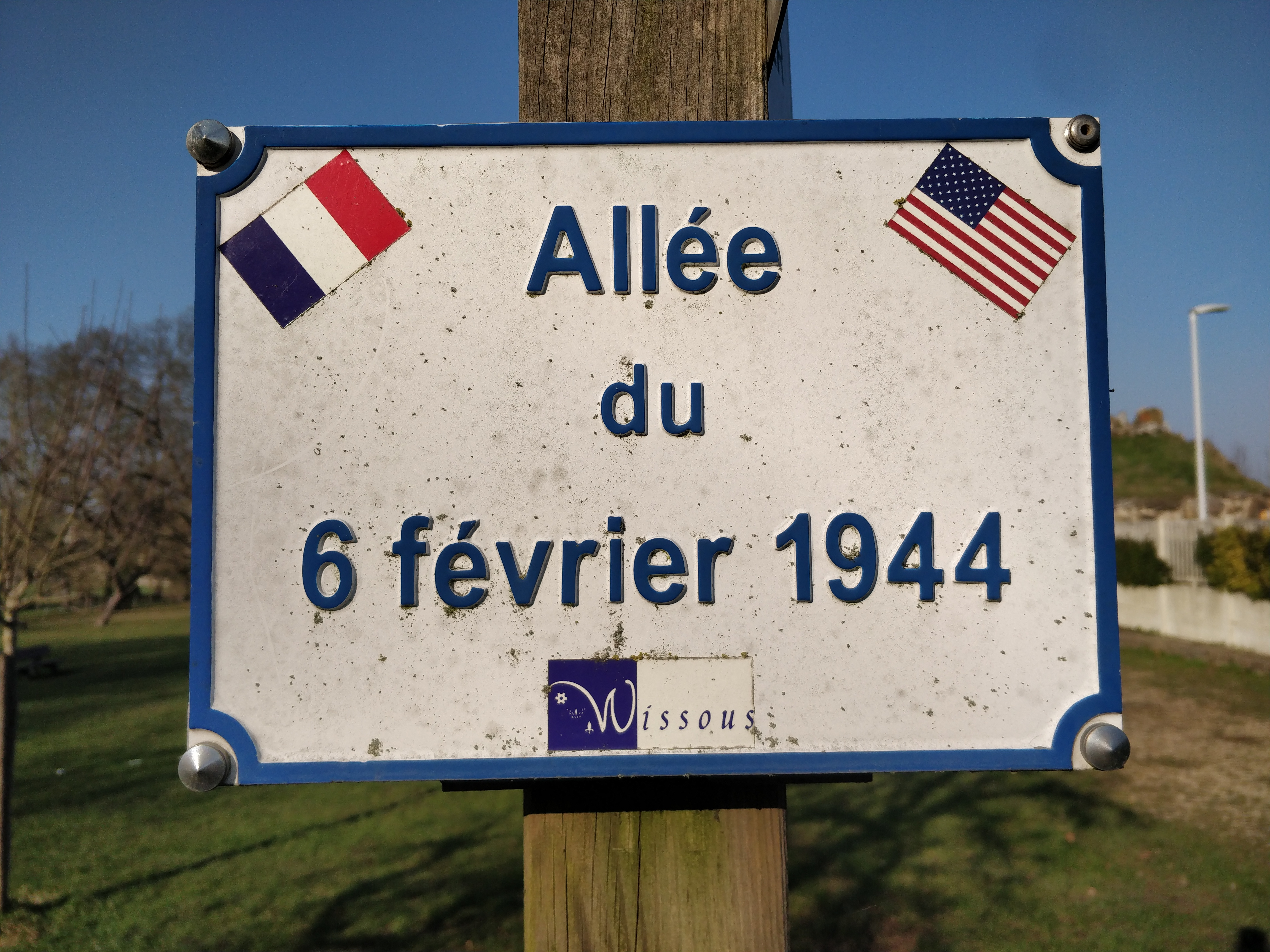
Plaque de l'allée du 6 février 1944.
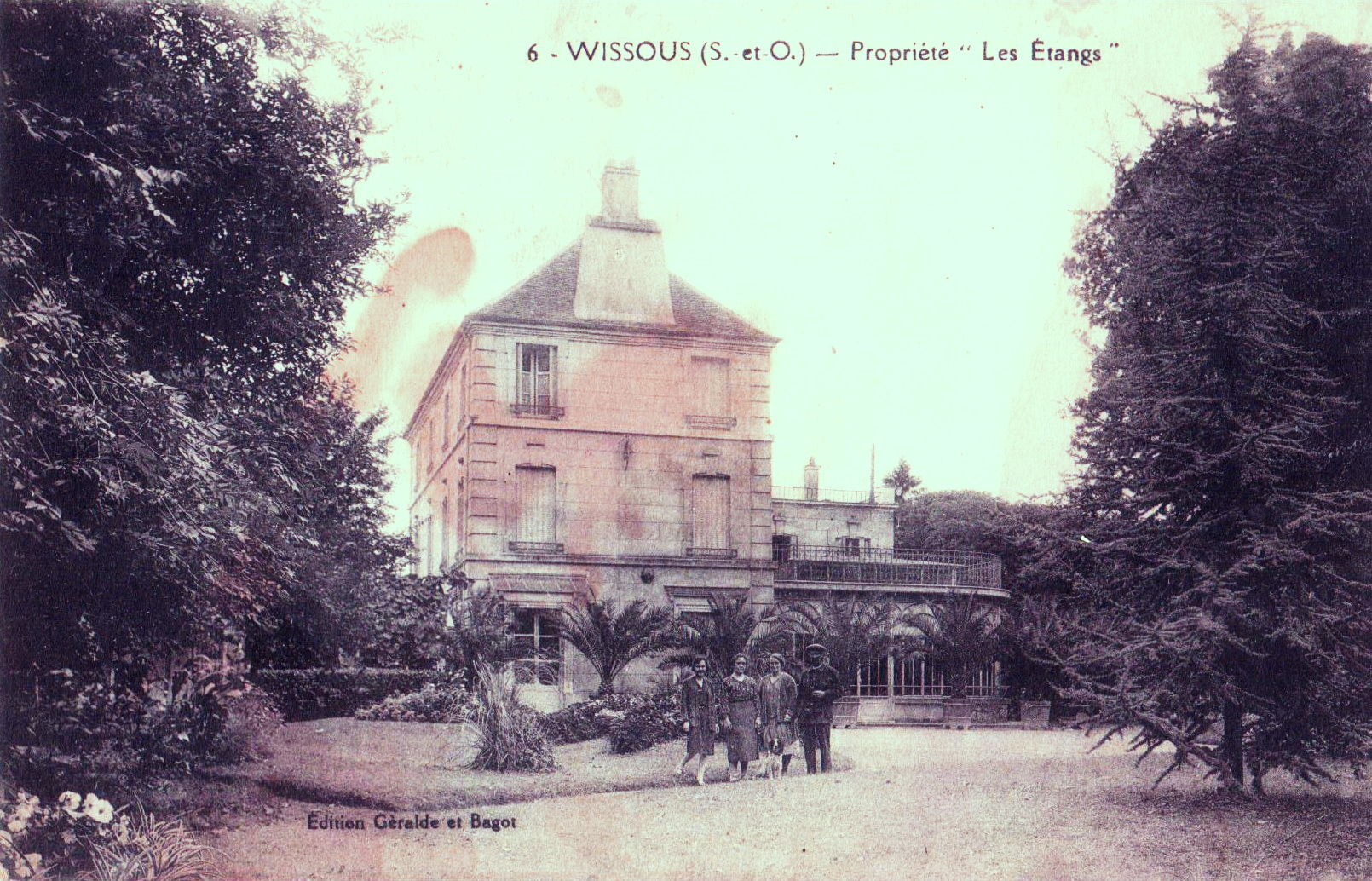
La propriété Les Etangs au début du XXe siècle.
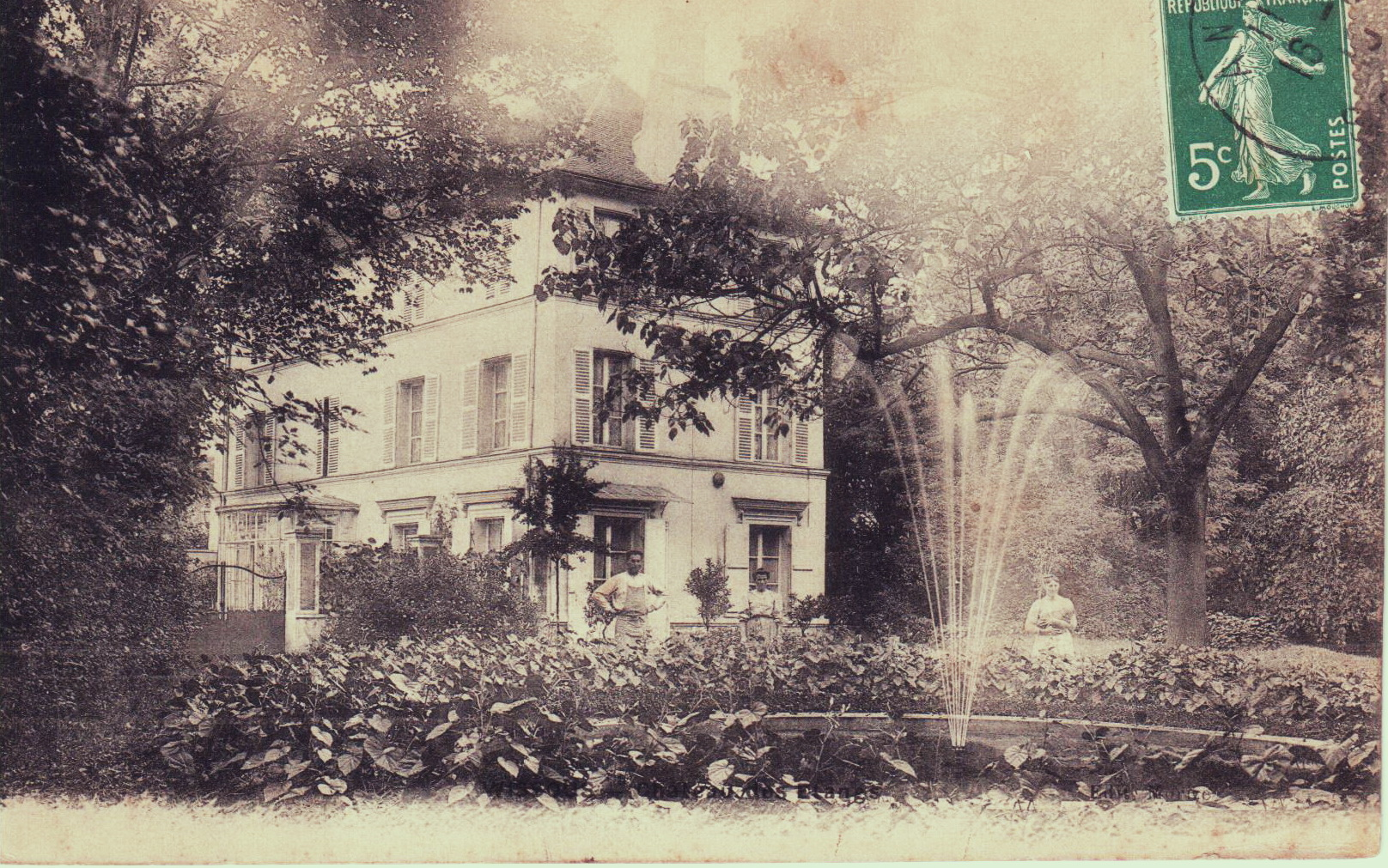
La propriété Les Etangs au début du XXe siècle.

## Monuments, installations et allées
Une fois transformé en parc communal, les allées de l'espace Arthur-Clark ont pris le nom de chacun des membres de l'équipage du bombardier. Une plaque commémorative a été posée, un mémorial érigé et une cérémonie est organisée annuellement les 6 février en la mémoire de ces quatre combattants qui avait à leur mort tous à peine vingt-cinq ans.
Dans un autre registre, une « porte du millénaire » fut inaugurée en 1999 par des élèves de la commune. Elle se veut un symbole « d'espoir et de confiance que les Wissoussiens adressent aux générations futures ».
Des jeux pour enfants (toboggan, pont de singe, etc.) se trouvent dans le parc et la bibliothèque municipale, le centre de loisirs communal et l'ancienne maison du gardien avec son pigeonnier se trouvent sur l'ancienne propriété, mais sont en dehors du parc même.

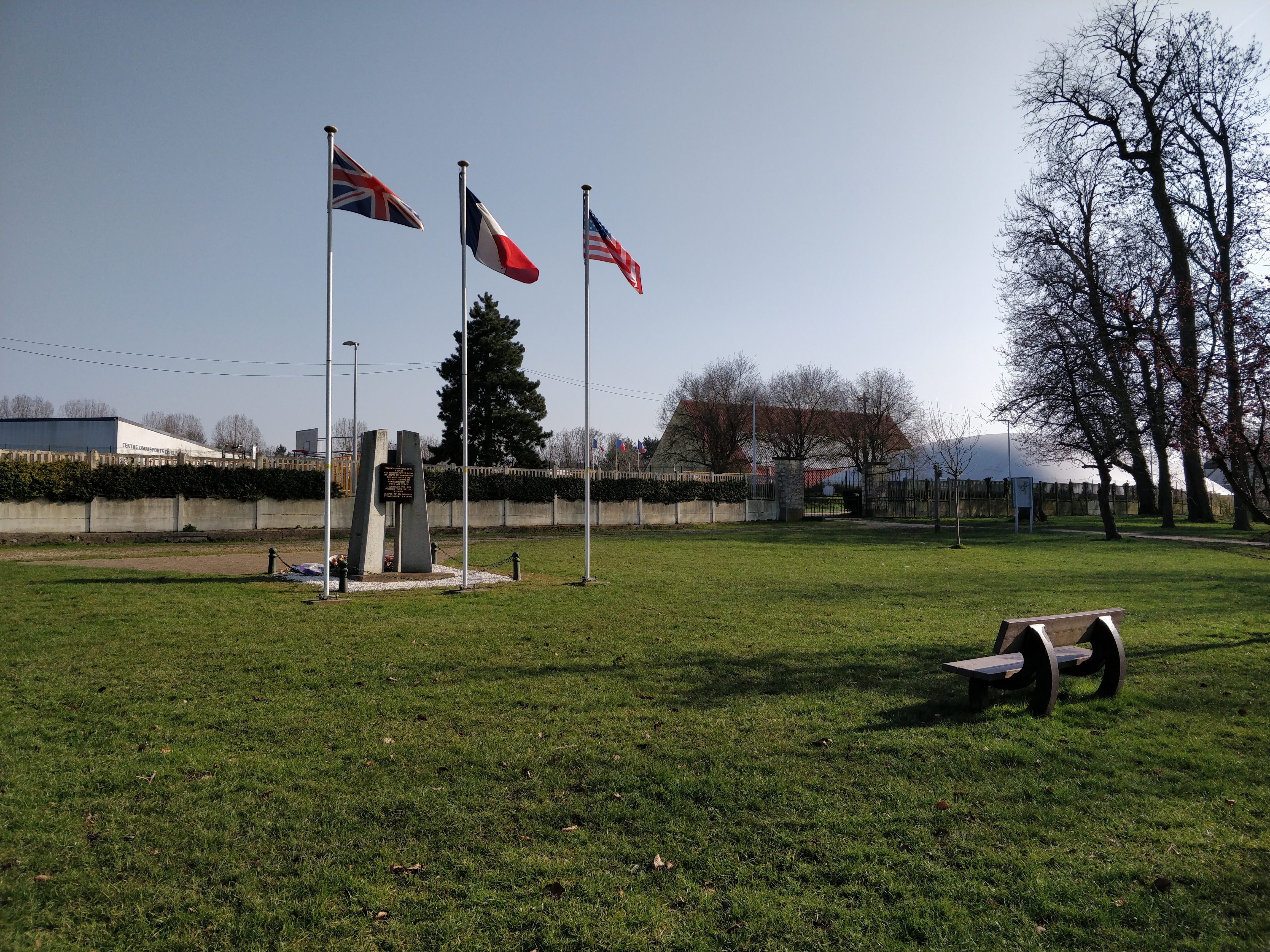
Le mémorial américain.
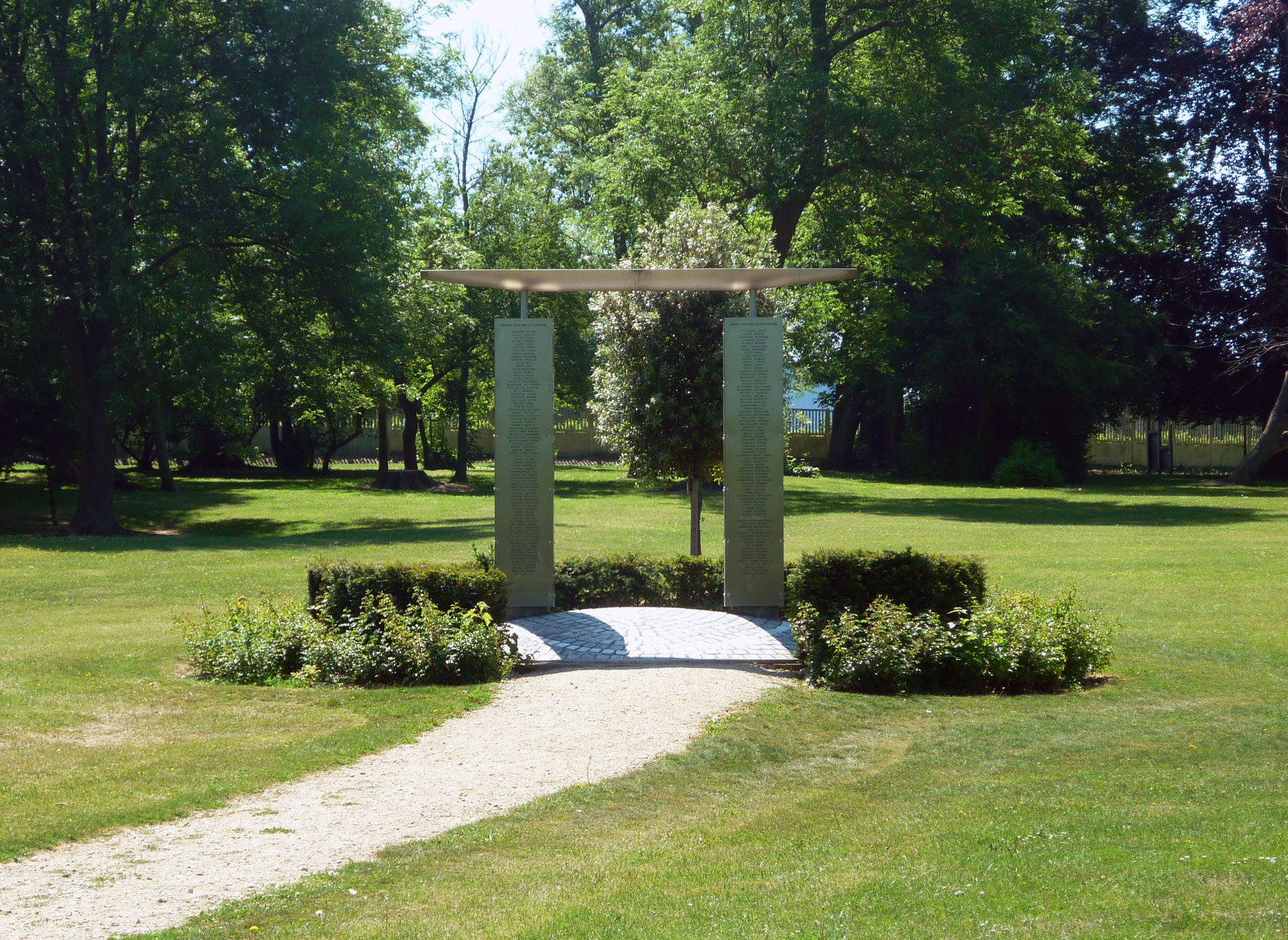
La porte du millénaire.
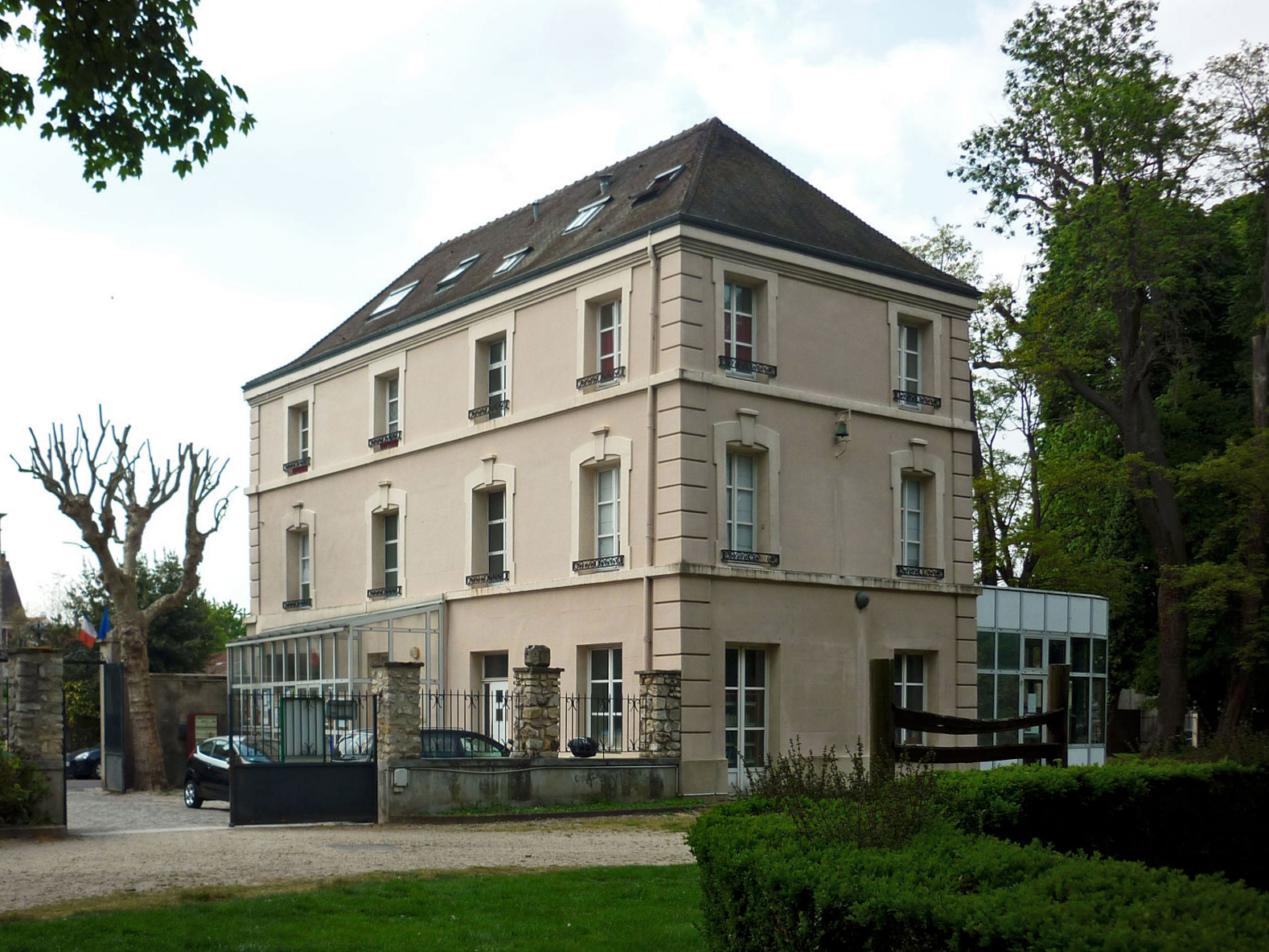
L'ancienne bâtisse principale, devenue bibliothèque municipale.
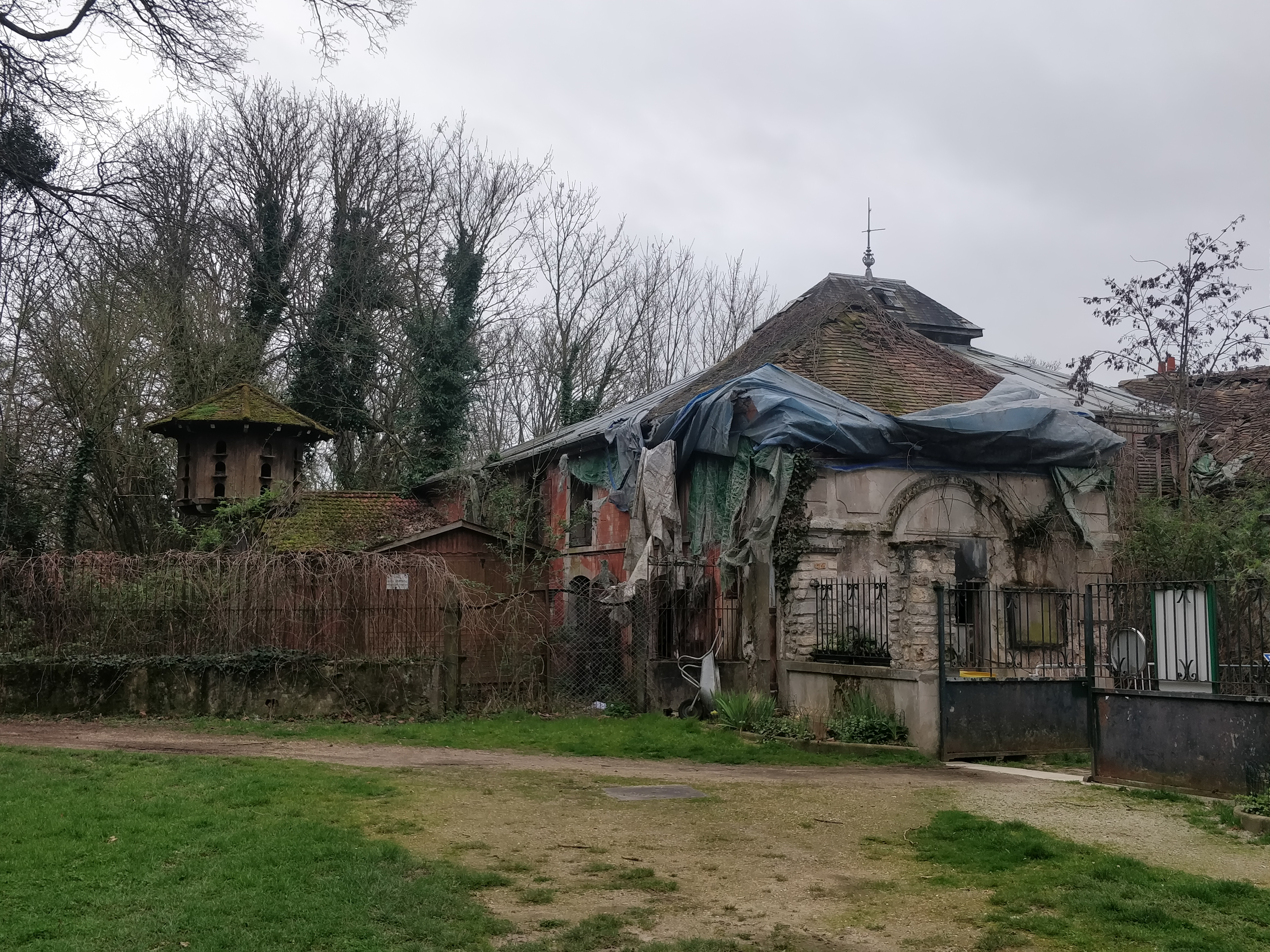
La « maison du gardien », très délabrée.
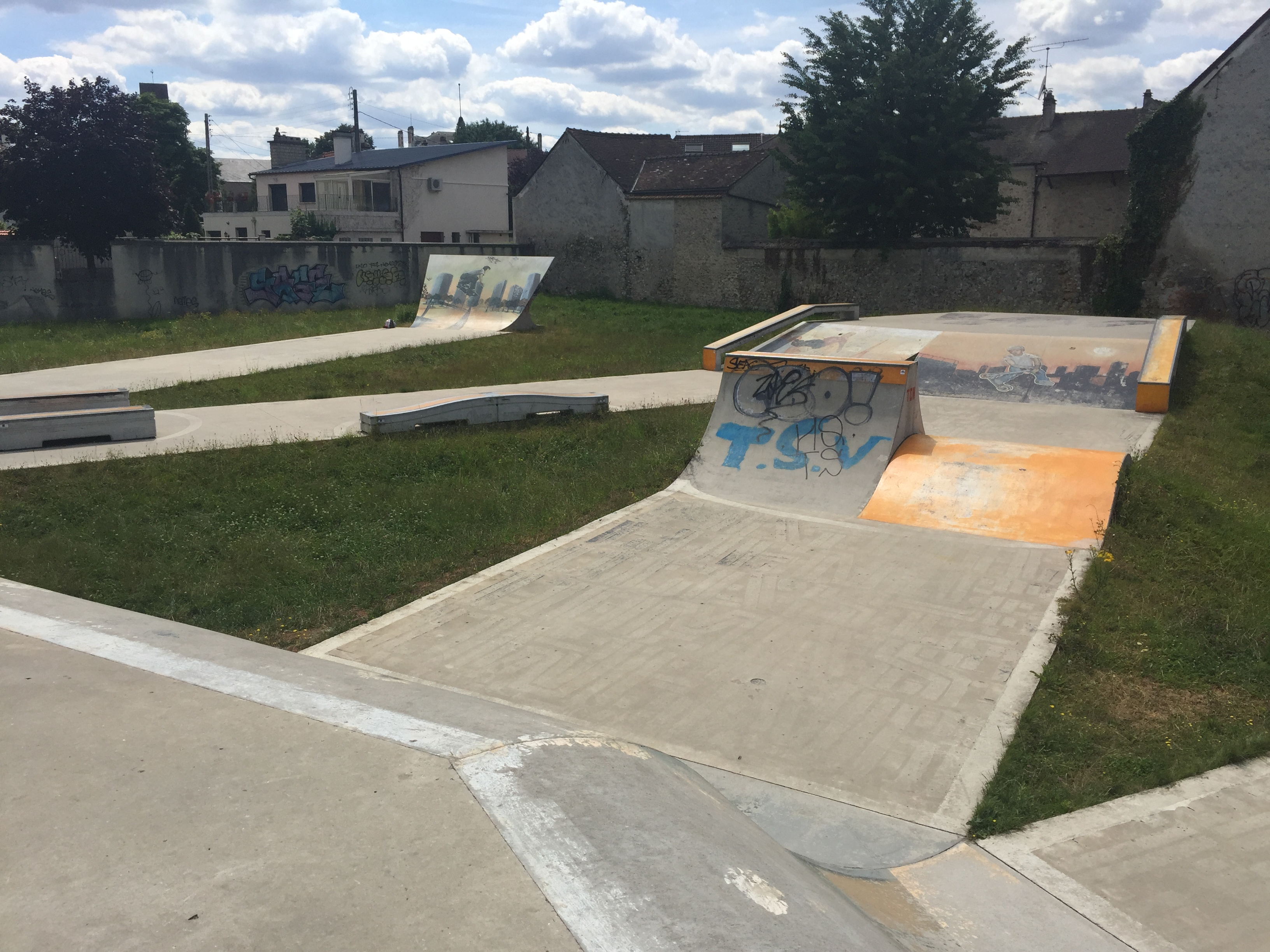
Skatepark.
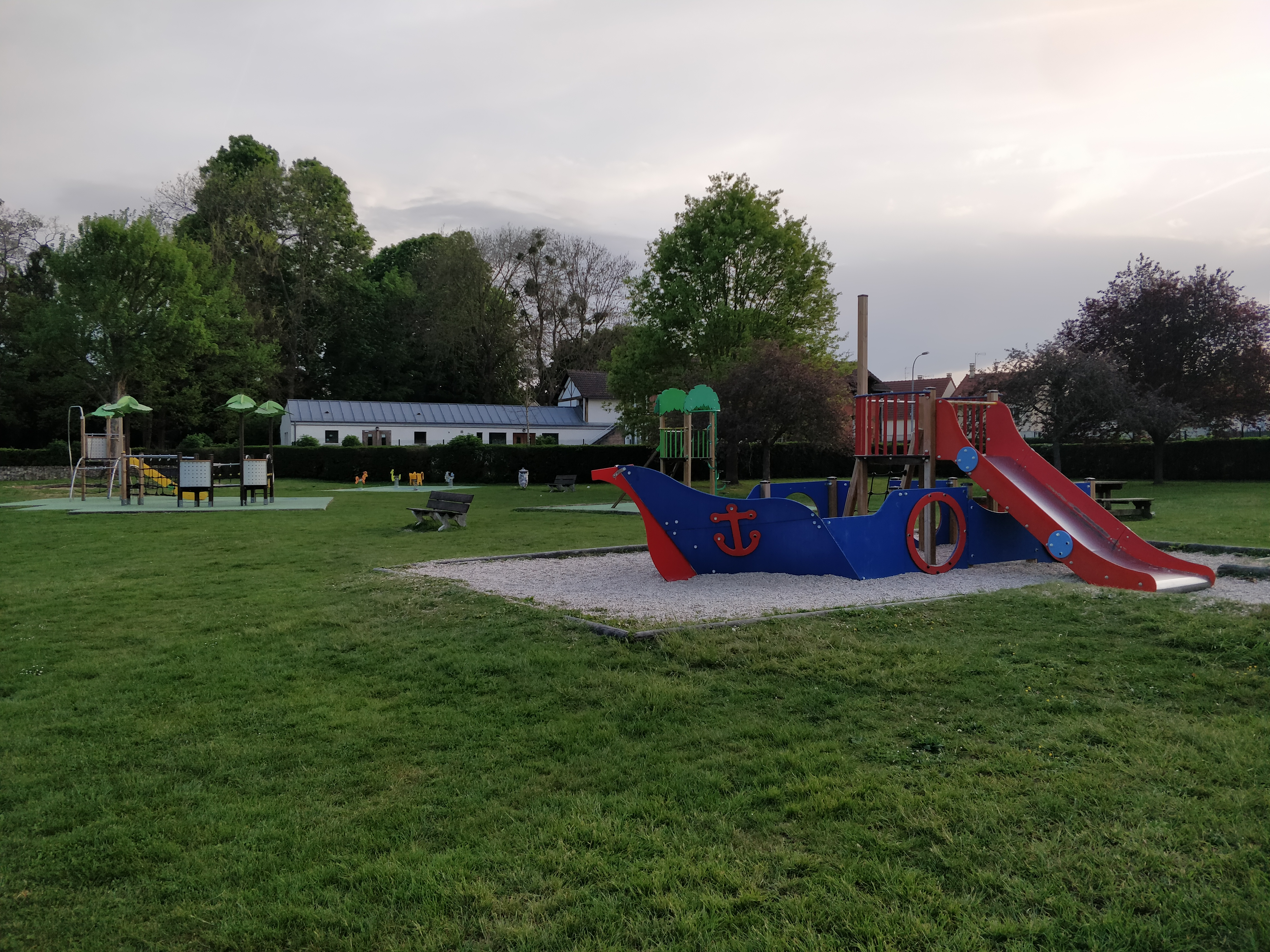
Les jeux d'enfants.

## Flore

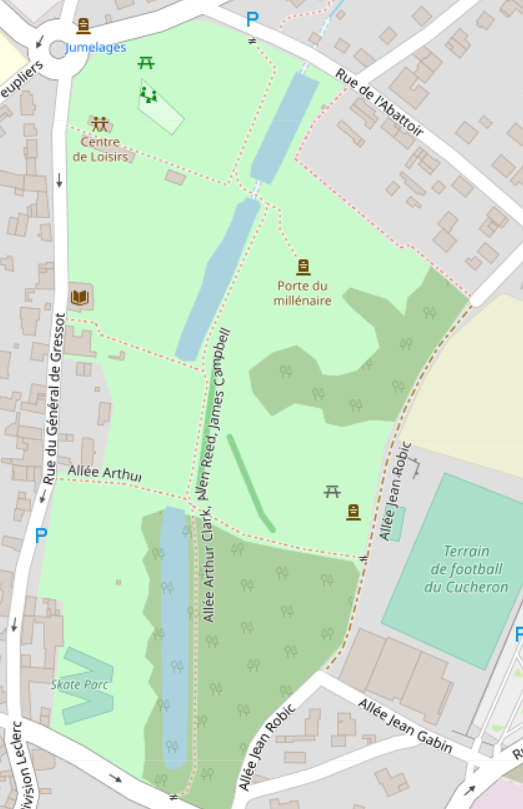
Carte de l'Espace Arthur-Clark.

Un des marronniers du parc est arbre remarquable.

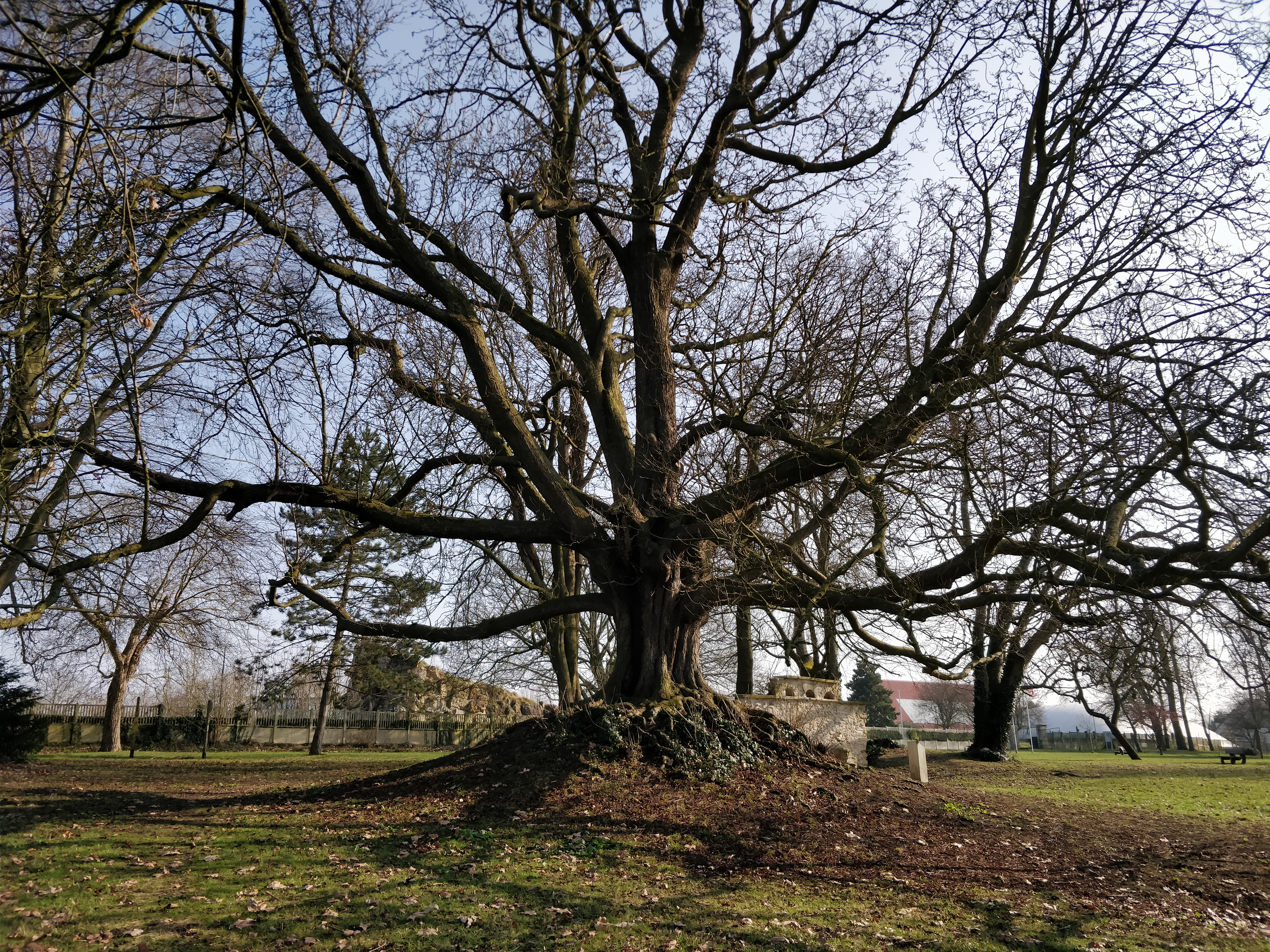
Le Grand marronnier.
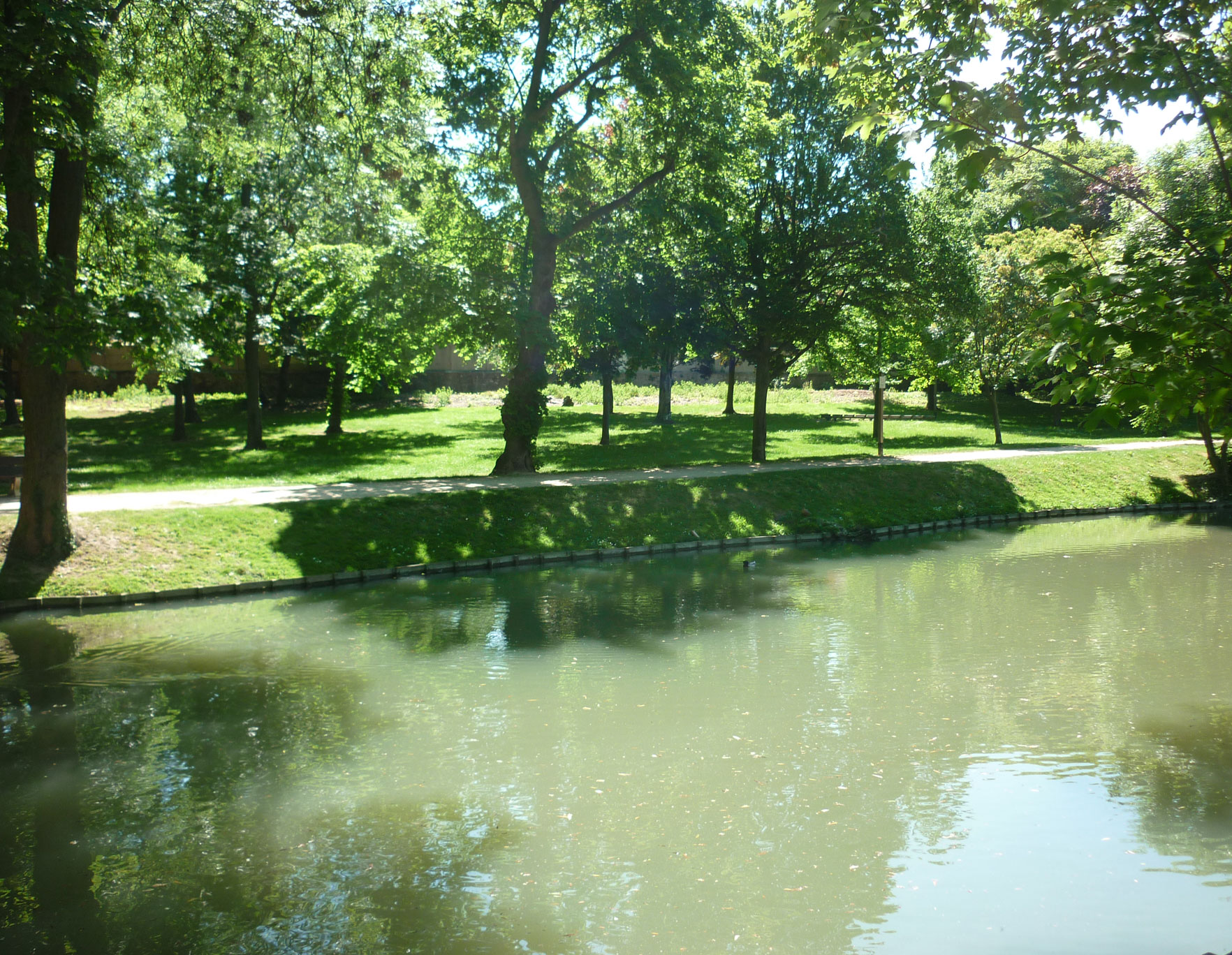
Étang du parc.
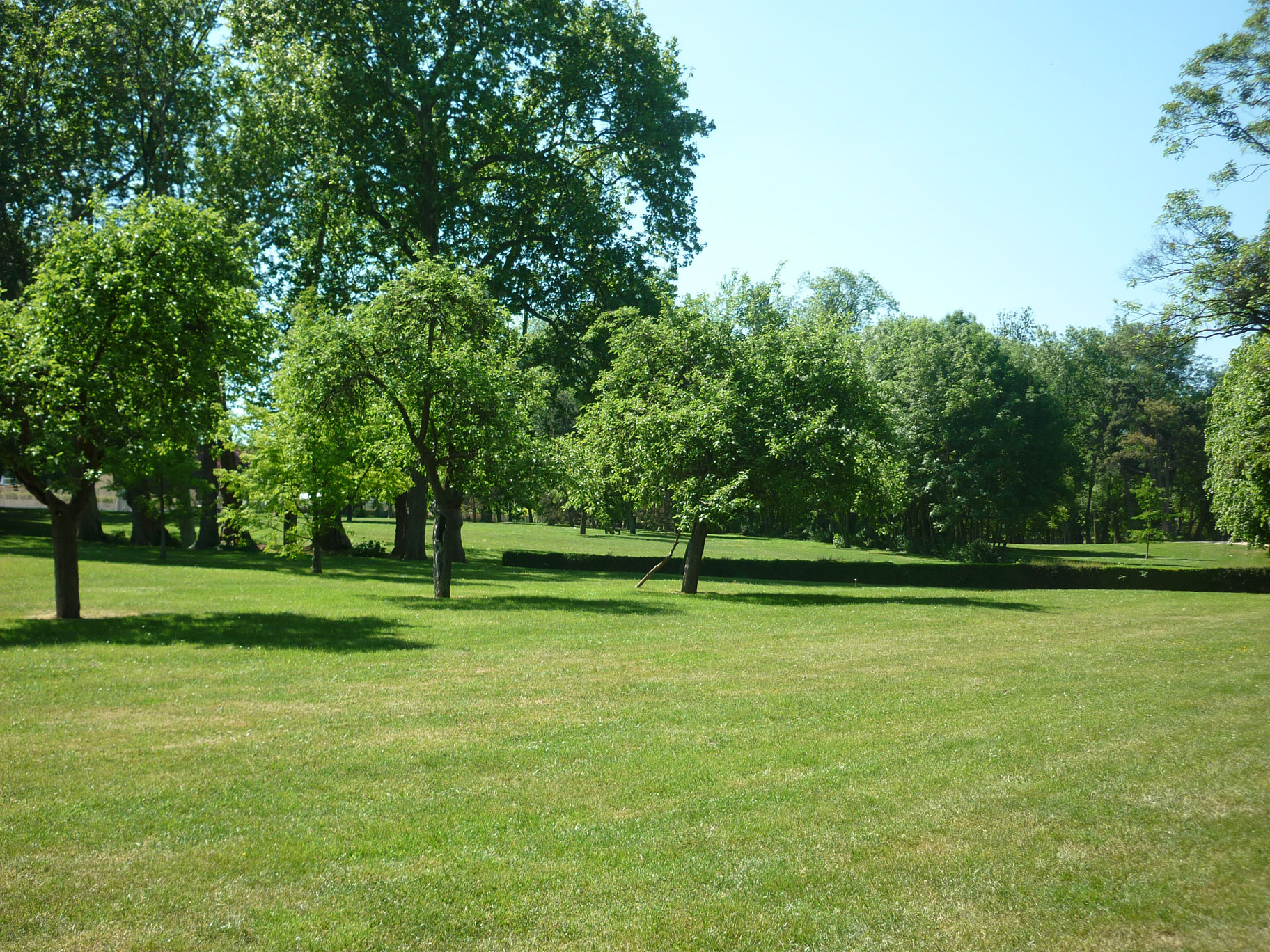
Le parc.
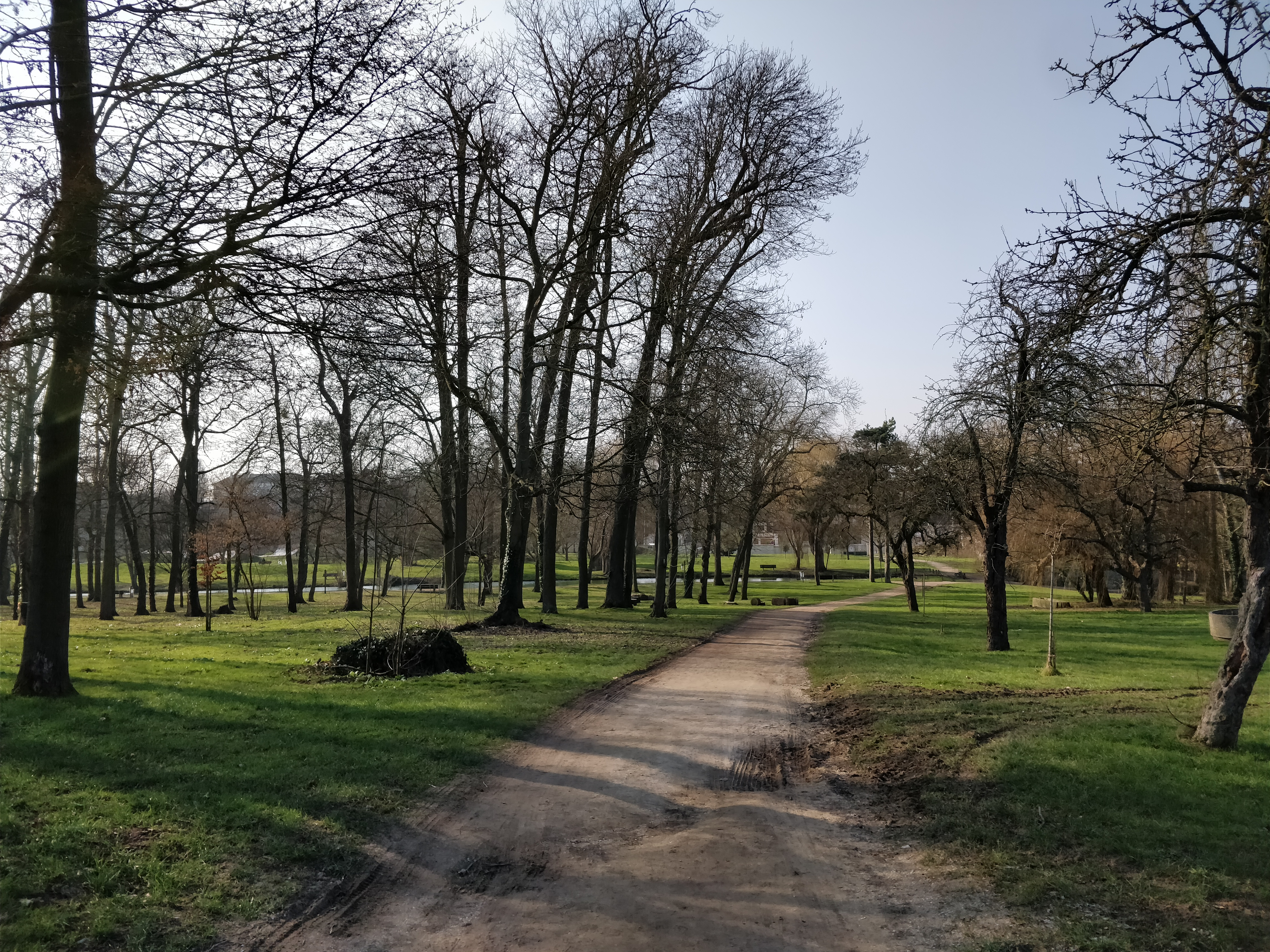
Le parc.
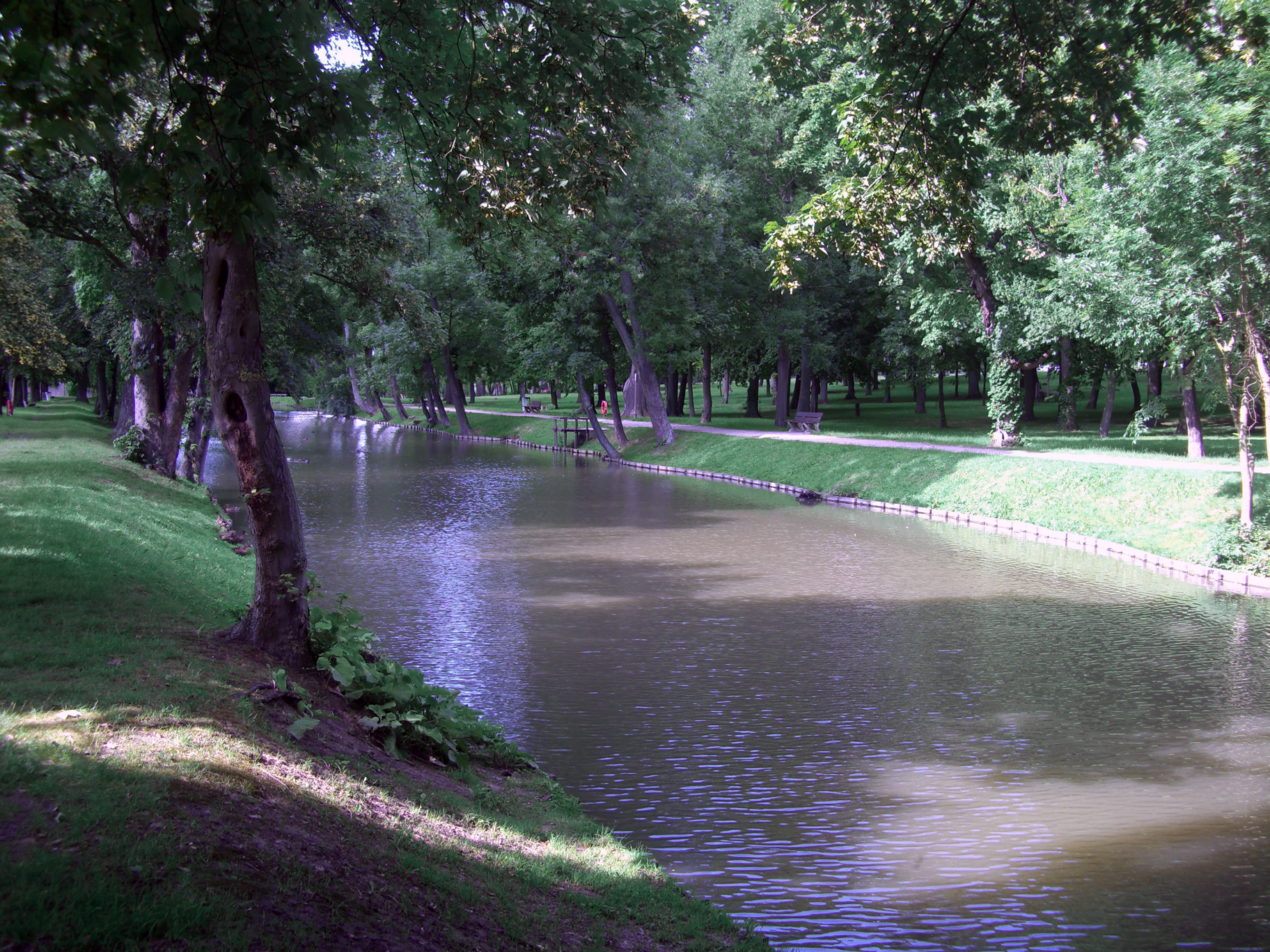
Étang du parc.

## Faune
De nombreuses perruches à collier se servent de ce parc pour nicher,. D'une espèce afro-asiatique, ces perruches sont probablement à l'origine des volatiles échappés des zones douanières de l'aéroport de Paris-Orly,. Des canards, des poules d'eau ainsi que des poissons sont également présents dans les étangs.